# Acanthodactylus grandis
Acanthodactylus grandis (велетенська гребнепала ящірка) — вид ящірок родини ящіркових (Lacertidae). Мешкає на Близькому Сході.

## Поширення і екологія
Велетенські гребнепалі ящірки мешкають в Сирії, східному Лівані, східній і південній Йорданії, на півночі Саудівської Аравії і Кувейту, в Іраці та на південному заході Ірану (Хузестан, Фарс). Вони живуть в сухих кам'янистих пустелях і напівпустелях, трапляються на порослих чагарниками дюнах. Відкладають яйця.